# I Still Don’t Know Ya
I Still Don’t Know Ya – czwarty singel polskiego zespołu Blog 27, wydany w lipcu 2006 roku. Singel promował reedycję albumu <LOL>.
Tekst piosenki napisał David Jasmine pod pseudonimem Do-Jo, a muzykę skomponowali Agnieszka Burcan i Paweł Radziszewski z zespołu Plastic, którzy także zajęli się produkcją nagrania. „I Still Don’t Know Ya” zostało zaprezentowane przez zespół podczas Festiwalu Jedynki w 2006 roku, w trakcie którego rywalizowała o tytuł „przeboju lata Jedynki”. Utwór dotarł do drugiego etapu konkursu, przegrywając w finałowym głosowaniu z propozycją „Między nami” grupy Button Hackers. Singel ukazał się tylko w Polsce, gdzie dotarł do 5. miejsca Poplisty na antenie RMF FM. Do utworu powstał teledysk składający się z ujęć koncertowych oraz materiału zza kulis.